# Coup d'État de 1968 au Congo
 (décembre 2019).
Si vous disposez d'ouvrages ou d'articles de référence ou si vous connaissez des sites web de qualité traitant du thème abordé ici, merci de compléter l'article en donnant les références utiles à sa vérifiabilité et en les liant à la section « Notes et références ».
Le coup d'État de 1968 au Congo est un coup d'État survenue le 4 septembre 1968 en république du Congo.

## Déroulement
Après plusieurs jours d'affrontements violents, le gouvernement du président Alphonse Massamba-Débat est renversé par l'armée qui oblige Alphonse Massamba-Débat à démissionner. Alfred Raoul devient le chef d'État par intérim jusqu'en janvier 1969, date à laquelle Marien Ngouabi, président du même parti qui avait porté Alphonse Massamba-Débat au pouvoir, en a assumé le contrôle.